# Минета, Норман
Норман Ёсио Минета (англ. Norman Yoshio Mineta; 12 ноября 1931, Сан-Хосе, Калифорния — 3 мая 2022, Эджуотер, Мэриленд) — американский политик, член Демократической партии. Занимал пост министра транспорта в администрации Джорджа Буша-младшего, а также министра торговли в последние шесть месяцев президентства Билла Клинтона. Первый американец азиатского происхождения, ставший министром кабинета США.

## Биография

### Ранние годы
Родился в Сан-Хосе, Калифорния в семье иммигрантов из Японии, на тот момент не бывших гражданами США из-за Иммиграционного акта 1924 года. В годы Второй мировой войны вместе с родителями и тысячами других японцев был интернирован на несколько лет в лагерь недалеко от города Коди, штат Вайоминг. После прибытия в лагерь, у Минеты, бывшего фанатом бейсбола, изъяли его биту, поскольку она могла быть применена как оружие. Много лет спустя, после избрания Минеты в Палату представителей, один житель Лос-Анджелеса подарил ему биту, стоившую $1,500 и в прошлом принадлежавшую знаменитому бейсболисту Хэнку Аарону. Минета был вынужден вернуть её в связи с запретом для членов Конгресса принимать подарки стоимостью более $250, заявив: «Проклятое правительство снова забрало мою биту».
Находясь в вайомингском лагере, он познакомился с Аланом Симпсоном, будущим сенатором от Вайоминга. Минета и Симпсон в дальнейшем остались близкими друзьями.
В 1953 году Минета окончил школу делового администрирования при Калифорнийском университете в Беркли со степенью в области делового администрирования. После окончания университета, он служил офицером Разведывательного управления армии в Японии и Корее. Затем работал в агентстве по страхованию, принадлежащем его отцу.

### Член городского совета и мэр Сан-Хосе
Политическая карьера Минеты началась в 1967 году, когда он был назначен на вакантное место в Городском совете Сан-Хосе, освободившееся после избрания мэром Рона Джеймса. В 1969 году, после завершения срока, на который он был назначен, Минета был избран на первый полноценный срок.
В 1971 году, Минета был одним из 15 кандидатов, боровшихся за место уходящего мэра Рона Джеймса. Он победил на всех избирательных участках, набрав более 60 % голосов избирателей и став 59-м мэром Сан-Хосе, а также первым мэром крупного американского города, имеющим японское происхождение.

### Конгресс США
С 1975 по 1995 год Минета представлял в Конгрессе территорию, входящую в состав Кремниевой долины. Он был сооснователем Кокуса американцев азиатского и тихоокеанского происхождения в Конгрессе, а также его первым председателем. Также, между 1992 и 1994 годами Минета возглавлял Комитет Палаты представителей по транспорту и инфраструктуре.
Минета, вместе со своим другом, сенатором-республиканцем Аланом Симпсоном, приложил значительные усилия к прохождению Акта о гражданских свободах 1988 года, в котором приносились официальные извинения за все несправедливости, пережитые американцами японского происхождения в течение Второй мировой войны. В 1995 году Университет Джорджа Вашингтона наградил Минету Памятной медалью Мартина Лютера Кинга-младшего за его заслуги в области гражданских прав.